# Медовый гурами
Медовый гурами, или медовая колиза (Colisa chuna, Trichogaster chuna) — вид лабиринтовых рыб из семейства макроподовых (Osphronemidae). Обитает на северо-востоке Индии и в Бангладеш в бассейнах рек Ганг и Брахмапутра, в густо заросших водоёмах. Распространённая аквариумная рыба.

## Описание
Медовый гурами достигают длины до 5 см. Обычно в аквариумах длина этих рыбок 3,5—4 сантиметра, но некоторые экземпляры достигают длины 6 и даже 6,5 сантиметра. Концы спинного и анального плавников у самца заострены, у самок округлы. Брюшные нитевидные плавники расположены впереди грудных. Самцы стройнее и ярче самок.
Тело самцов от желтовато-коричневого до оранжево-красного цвета. В период нереста окраска становится очень яркой, тело приобретает ярко-красный цвет. От глаза до основания по боку проходит темно-коричневая полоса, брюхо более светлое, серебристое. На спинном плавнике по верхнему краю идет лимонно-желтая полоса. Нитевидные брюшные плавники — ярко-оранжевые или красные. Окраска самок схожа с окраской самцов, но не такая яркая.

## Разведение в неволе
В Европу медовые гурами были завезены в 1963 году, в России появились в 1965 году.
Содержание и разведение как у представителей рода колизы.

## Классификация
Впервые медовый гурами описан в 1822 году Фрэнсисом Гамильтоном и отнесён к роду Colisa, однако сегодня медового гурами нередко относят к роду Trichogaster. Самок медового гурами ошибочно относили к виду Colisa soto. Медовых гурами иногда путают с золотой формой пятнистого гурами Trichogaster trichopterus sumatranus но два этих вида отличаются по размеру: медовый гурами маленький, 5—7 см, а золотой достигает размера 10—12 см. Иногда медового гурами путают с лялиусом.